# Eurhinocricus lissior
Eurhinocricus lissior är en mångfotingart som beskrevs av Chamberlin 1955. Eurhinocricus lissior ingår i släktet Eurhinocricus och familjen Rhinocricidae. Inga underarter finns listade i Catalogue of Life.